# El Niu
El Niu, o Es Niu, és un plat molt antic, d'origen palafrugellenc. Es tractava d'un plat de quaresma que es feia amb tripa de bacallà, ou dur, peixopalo i patata. En els seus inicis no s'hi posava carn. Amb el temps es va anar enriquint; els pescadors van afegir-hi sèpia i els surers el van completar amb aviram de cacera i fins i tot salsitxes.
És un plat d'hivern, que les colles de surers de la vila de Palafrugell solien anar a menjar cada dilluns a la barraca. La preparació d'aquest plat és molt llarga i elaborada, és per aquesta raó, que habitualment, no es troba a la majoria de cartes dels restaurants i en tot cas cal encarregar-lo.
Des de 1997 l'Institut de Promoció Econòmica de Palafrugell organitza les jornades gastronòmiques Es Niu per fer conèixer aquest plat als que encara no l'han descobert i, a la vegada, fer-lo més accessible als amants de la gastronomia tradicional.
Josep Pla l'esmenta, des de Mas Llofriu (a Palafrugell), a l'entrada del 22 d'octubre (de 1956) a La vida lenta, el seu dietari dels anys 1956, 1957 i 1964 publicat el 2014. Sense donar-ne més detalls, l'anomena "plat de niu".